# Терещенко, Константин Алексеевич
Константи́н Алексе́евич Тере́щенко (17 июня 1994, Москва) — российский автогонщик, чемпион серии Формула-Россия 2012 года, чемпион испанской Формулы-3 2015 года, вице чемпион Euroformula Open сезона 2015 года. С 2014 года выступает в Euroformula Open в составе команды Campos Racing. В 2019 году дебютировал в гонке «24 часа Ле-Мана».

## Карьера

### Картинг

#### Российский картинг
С 2004 года Константин Терещенко выступает за команду Москвы на первенстве России по картингу.
| Сезон | Серия             | Команда           | Этапов | Класс | Очков      | Место |
| ----- | ----------------- | ----------------- | ------ | ----- | ---------- | ----- |
| 2004  | Первенство Москвы | Команда Москвы(3) | 3      | Мини  | нет данных | 9     |
| 2004  | Первенство России | Команда Москвы(3) | 5      | Мини  | 19         | 21    |
| 2005  | Первенство России | Команда Москвы(2) | 6      | Мини  | 186        | 4     |
| 2006  | Первенство России | Команда Москвы(2) | 6      | Ракет | 47         | 13    |
| 2007  | Первенство России | Команда Москвы    | 6      | Ракет | 73         | 12    |
| 2008  | Первенство России | Команда Москвы    | 6      | Kf-3  | 131        | 5     |
| 2009  | Первенство России | Команда Москвы    | 5      | Kf-3  | 204        | 3     |
| 2010  | Первенство России | Команда Москвы    | 6      | Kf-3  | 183        | 4     |
| 2011  | Первенство России | Команда Москвы    | 7      | Kf-3  | 216        | 4     |

#### Международный картинг
Выступать в картинге на международном уровне Терещенко стал в 2009 году, дебютировав в чемпионате Германии по картингу в юниорском классе. Уже в следующем 2010 году Константин перешёл в старший класс немецкого картингового чемпионата — KF2, где он сумел набрать первые очки. Константин принял решение участвовать сразу в нескольких картинговых чемпионатах в Европе. Он принял участие в Trofeo delle Industrie в Италии с 25 соперниками, участие на нескольких этапах WSK Master Series, Trofeo Andrea Margutti. В серии чемпионата Viking Trophy Константин занимял 6-е место. Участие в основном чемпионате Германии по картингу закончилось для россиянина на 14-м месте. Следующий 2011 год стал определяющим в карьере Константина: он продолжал участвовать в заездах чемпионатов Viking Trophy, WSK Master Series и Trofeo Andrea Margutti, и по итогам года заключил контракт с командой Interwetten.com Racing Team для участия в альпийской серии формулы Renault 2.0.

### Формула-Россия
В 2012 Терещенко принял участие в только что созданном чемпионате Формуле-Россия (ныне — Формула-Мастер Россия) за команду Москвы, где из 7 гонок выиграл 5, став чемпионом серии. В следующем 2013 году выступил только в 4-х гонках чемпионата, в трёх из которых одержал победу.

### Формула-Рено
В 2012 г. Терещенко дебютировал в Альпийской Формуле Рено 2.0 в составе команды Interwetten.com Racing Team, однако успехов не добился: не сумев набрать ни одного очка Константин закончил сезон на 32-м месте.
Выступление в серии в следующем 2013 году были более успешными: на этапах в Спа и Майзано Константин вошёл в топ-5 участников заездов. Итогом выступлений в 2013 году стало 15 место с заработанными 25 очками.
Параллельно этому в обоих сезонах Константин провёл по три этапа в Еврокубке Формулы Renault 2.0.

### Открытый чемпионат Европейской Формулы-3
В 2014 г. Терещенко дебютировал в Открытом чемпионате Европейской Формулы-3 в составе команды Campos, с 75 набранными очками закончил сезон на 6-м месте.
Уже в 2015 году, одержав 6 побед в и набрав 286 очков, Константин занял 2-е место в чемпионате, всего 5 баллов уступив лидеру — бразильскому пилоту Витору Баптисте.

### GP3
В 2014 г. Терещенко заключил контракт с командой Trident Racing на проведение одного этапа чемпионата GP3 в Спа, но этап для российского пилота закончился неудачно: на пятничной тренировке Терещенко попал в серьёзную аварию в повороте Bus Stop. Россиянин смог самостоятельно покинуть кокпит, но после обследования в медицинском центре врачи порекомендовали отказаться от дальнейшего участия по ходу уик-энда.
В 2015 году вследствие хороших результатов Терещенко в Открытом чемпионате Европейской Формулы-3 команда Campos Racing предоставила россиянину место боевого пилота в серии GP3 на этапах в Сочи, Бахрейне и ОАЭ. В проведённых гонках Константин не сумел набрать очков, в сезоне занял 29-е место.

### GP2
2 декабря 2015 г. в рамках молодёжных тестов в Абу-Даби Терещенко отработал день за команду Campos Racing. 1-ю часть тестового дня Константин закончил на 20-м месте, вторую — уже на 23-м.

## Результаты выступлений
| Сезон | Серия                              | Команда            | Гонки | Победы | Поулы | ЛК | Подиумы | Очки | Место |
| ----- | ---------------------------------- | ------------------ | ----- | ------ | ----- | -- | ------- | ---- | ----- |
| 2012  | Формула-Россия                     | Команда Москвы     | 7     | 5      | 4     | 4  | 5       | 155  | 1     |
| 2012  | Альпийская Формула-Рено 2.0        | Interwetten Racing | 14    | 0      | 0     | 0  | 0       | 0    | 32    |
| 2012  | Еврокубок Формулы-Рено 2.0         | Interwetten Racing | 6     | 0      | 0     | 0  | 0       | 0    | 44    |
| 2013  | Формула-Россия                     | Команда Москвы     | 4     | 3      | 3     | 4  | 3       | 73,5 | 4     |
| 2013  | Альпийская Формула-Рено 2.0        | Interwetten Racing | 14    | 0      | 0     | 0  | 0       | 25   | 15    |
| 2013  | Еврокубок Формулы-Рено 2.0         | Interwetten Racing | 6     | 0      | 0     | 0  | 0       | 0    | 33    |
| 2014  | Открытый чемпионат Европейской Ф-3 | Campos             | 16    | 0      | 0     | 0  | 1       | 75   | 6     |
| 2014  | GP3                                | Trident            | 0     | 0      | 0     | 0  | 0       | 0    | 37    |
| 2015  | Открытый чемпионат Европейской Ф-3 | Campos             | 16    | 6      | 8     | 6  | 12      | 286  | 2     |
| 2015  | Испанская Формула-3                | Campos             | 6     | 4      | 5     | 3  | 5       | 134  | 1     |
| 2015  | GP3                                | Campos             | 6     | 0      | 0     | 0  | 0       | 0    | 29    |